# Juntitas Tour
Juntitas Tour fue una gira en conjunto de la cantante mexicana Yuri y el grupo musical mexicano Pandora. Ambas artistas cuentan con más de 35 años de trayectoria, en el cual reúnen sus mejores éxitos.
La gira comenzó en Los Ángeles, Estados Unidos, en el Dolby Theatre consiguiendo un lleno total, continuando con fechas por México, Centroamérica y Sudamérica.

## Antecedentes
A finales de 2017, a través, de sus redes sociales ambas artistas confirmaron que ofrecerían una serie de conciertos en Estados Unidos bajo el nombre de "Juntitas Tour", esto a raíz del tema "Yo te pido amor" que las intérpretes grabaron a dueto para el disco en vivo Primera fila: Yuri de la cantante Yuri.
La gira se fue consolidando y se abrieron más fechas para 2018 en diversas ciudades del país. Al mismo tiempo las cantantes seguían con varios proyectos en solitario; Yuri protagonizando la obra musical "Cats" y Pandora preparando su siguiente disco de estudio.
Debido a la buena recepción, se decidió traer la gira a México presentándose por primera vez en el Auditorio Nacional el 8 de marzo de 2019 con un lleno total, confirmando una nueva fecha para noviembre del mismo año, el cual también fue un total éxito con recinto lleno. Además se destacó la presencia de las artistas en la Arena Monterrey de la ciudad de Monterrey, lugar completamente abastecido y en los que las artistas cerraron el 2019.
Estos antecedentes generaron que se abriera una nueva fecha en el Auditorio Nacional el 20 de febrero de 2020 y otras presentaciones de la gira en México y toda esta República. 

## Cancelación de la gira
Debido a la contingencia por la pandemia de Covid-19, la gira fue cancelada y los espectáculos confirmados incluido el concierto de clausura que se tenía programado en la Arena Ciudad de México, fueron retrasados y finalmente cancelados también.
Entre en los planes estaban extender la gira a otros países de Latinoamérica y un potencial álbum/DVD en conjunto. Las integrantes han mencionado que esperan continuar y darle un cierre al tour en un futuro.

## Repertorio
| Juntitas Tour 2018-2019 |
| --- |
| Esta lista de canciones corresponde al concierto otorgado el 8 de marzo de 2019 en el Auditorio Nacional de la Ciudad de México. No representa el repertorio de cada concierto otorgado durante la gira. Yuri / Pandora 1. Intro: «Que te pasa» / «No puedo dejar de pensar en ti» Pandora 1. «Solo él y yo» 2. «Cuando no estás conmigo / Como una mariposa» 3. «Sin él» 4. «Con tu amor» Yuri 1. «Es ella más que yo» 2. «Déjala» 3. «Amiga mía» Yuri / Pandora 1. «Esperanzas» 2. «Yo te pido amor» 3. «En carne viva» 4. «Alguien llena mi lugar» 5. «Hombres al borde de un ataque de celos / Nadie baila como tú» 6. «Quien eres tú / Sin él» Pandora 1. «Cosas que nunca te dije» 2. Medley Juan Gabriel 2: «Ya no quiero volver con usted / Yo no nací para amar / Hasta que te conocí / El noa noa» Yuri 1. «Maldita primavera» 2. «Que ganas de no verte nunca más» 3. «Ya no vives en mi» 4. «Cuando baja la marea» 5. «Detrás de mi ventana» Pandora 1. «Me vas a extrañar» 2. «Como te va mi amor» Yuri / Pandora 1. «El viajero» 2. «Se me olvidó otra vez» 3. Medley: «La Ley del Monte / Serían las dos / La Mucura / México Lindo y Querido» 4. Encore - Medley Juan Gabriel: «Debo hacerlo / Caray / Querida / Me nace del corazón» |

## Fechas
| Norteamérica             |                  |                |                                      |
| 6 de octubre de 2017     | Los Ángeles      | Estados Unidos | Dolby Theatre                        |
| 7 de octubre de 2017     | El Paso          | Estados Unidos | Abraham Chávez Theatre               |
| 13 de octubre de 2017    | Rosemont         | Estados Unidos | Rosemont Theatre                     |
| 9 de febrero de 2018     | Austin           | Estados Unidos | Coliseo Austin                       |
| 10 de febrero de 2018    | Houston          | Estados Unidos | Revention Music Center               |
| 24 de marzo de 2018      | Laredo           | Estados Unidos | Laredo Energy Arena                  |
| 25 de marzo de 2018      | Hidalgo          | Estados Unidos | State Farm Hidalgo Arena             |
| 20 de abril de 2018      | San Antonio      | Estados Unidos | The Majestic Theatre                 |
| 21 de abril de 2018      | Dallas           | Estados Unidos | The Pavilion at Toyota Music Factory |
| 1 de junio de 2018       | Fresno           | Estados Unidos | Warnors Theatre                      |
| 2 de junio de 2018       | San José         | Estados Unidos | City Nacional Civic                  |
| 3 de junio de 2018       | Stockton         | Estados Unidos | Bob Hope Theatre                     |
| 23 de junio de 2018      | Indio            | Estados Unidos | Fantasy Springs Resort Casino        |
| 24 de junio de 2018      | San Diego        | Estados Unidos | Copley Symphony Hall                 |
| Sudamérica               |                  |                |                                      |
| 5 de octubre de 2018     | Santiago         | Chile          | Gran Arena Monticello                |
| Norteamérica             |                  |                |                                      |
| 8 de marzo de 2019       | Ciudad de México | México         | Auditorio Nacional                   |
| 9 de marzo de 2019       | Inglewood        | Estados Unidos | The Forum                            |
| 10 de marzo de 2019      | Bakersfield      | Estados Unidos | Rabobank Theater and Convention C.   |
| 16 de marzo de 2019      | Rosemont         | Estados Unidos | Rosemont Theatre                     |
| 30 de marzo de 2019      | Puebla           | México         | Auditorio Metropolitano de Puebla    |
| 6 de abril de 2019       | Mérida           | México         | Foro GNP Seguros                     |
| Norteamérica             |                  |                |                                      |
| 18 de mayo de 2019       | Torreón          | México         | Coliseo Centenario                   |
| 24 de mayo de 2019       | Nueva York       | Estados Unidos | United Palace of Cultural Arts       |
| 25 de mayo de 2019       | Boston           | Estados Unidos | Boch Center                          |
| 1 de junio de 2019       | Ensenada         | México         | Bajamar                              |
| 6 de junio de 2019       | Guadalajara      | México         | Auditorio Telmex                     |
| Centroamérica            |                  |                |                                      |
| 29 de junio de 2019      | Costa Rica       | Costa Rica     | Parque Viva                          |
| Norteamérica             |                  |                |                                      |
| 24 de agosto de 2019     | San Luis Potosí  | México         | Palenque de San Luis Potosí          |
| Sudamérica               |                  |                |                                      |
| 21 de septiembre de 2019 | Lima             | Perú           | Plaza Arena                          |
| Norteamérica             |                  |                |                                      |
| 18 de octubre de 2019    | Ciudad de México | México         | Auditorio Nacional                   |
| 15 de noviembre de 2019  | Mexicali         | México         | Palenque Fex                         |
| 13 de diciembre de 2019  | Monterrey        | México         | Arena Monterrey                      |
| Centroamérica            |                  |                |                                      |
| 15 de febrero de 2020    | San José         | Costa Rica     | Estadio Nacional                     |
| Norteamérica             |                  |                |                                      |
| 20 de febrero de 2020    | Ciudad de México | México         | Auditorio Nacional                   |